# Automanetta

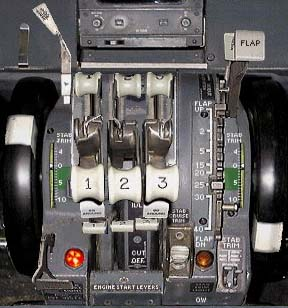
Le manette di un Boeing 727.
Le leve -che controllano la potenza dei motori- vengono mosse dal computer dell'automanetta in base ai parametri inseriti dal pilota.

In aeronautica, l'automanetta è un sistema di controllo della potenza dei motori, dipendente dal pilota automatico, con il compito di gestire la spinta di questi in base ad una velocità impostata dal pilota, per ridurne il carico di lavoro.

## Utilizzo
L'automanetta viene utilizzata prevalentemente dai jet commerciali durante molte fasi del volo, anche se, per la maggior parte dei modelli, la scelta di attivare il sistema spetta esclusivamente al pilota.

Il quadrante dell'automanetta si trova solitamente all'interno del quadrante dell'autopilota, e comprende un display segnante la velocità assegnata, un cursore per regolare questa e un tasto, segnato di solito come ATHR o SPEED, per attivare il sistema.
Quando l'automanetta è attivata, il computer gestisce completamente la potenza erogata dai motori, muovendo fisicamente la leva della manetta.

Molti sistemi annoverano due modalità di utilizzo: Speed o Thrust; la prima consente di selezionare una velocità da mantenere (superiore alla velocità di stallo), mentre la seconda (indicata solitamente come N1) mantiene una determinata potenza, impostata dall'equipaggio, e viene utilizzata prevalentemente nelle fasi di decollo e salita.

Con l'avanzare dello sviluppo nel campo dell'avionica sono stati introdotti negli ultimi anni avanzati automatismi atti a migliorare l'integrazione dell'automanetta con i sistemi di pilotaggio dei velivoli e a rendere così per i piloti più semplice, sicura ed efficiente la gestione del mezzo. Un radicale cambiamento nell'utilizzo di questo sistema si è verificato in seguito all'introduzione di sempre più sofisticati sistemi computerizzati di controllo, tramite i quali è possibile gestire accuratamente la spinta dei motori in relazione al piano di volo e alle condizioni ambientali.
 I mezzi prodotti da Airbus ad esempio prevedono un'assistenza costante al lavoro del conducente da parte dell'automanetta, che interviene spontaneamente durante le varie fasi del volo in modo da massimizzare l'efficienza e ridurre i rischi derivanti dall'errore umano.

La maggior parte dei velivoli commerciali (tra cui Boeing e Airbus) possiedono differenti modalità di utilizzo dell'automanetta, in relazione alle differenti fasi del volo: decollo, salita, crociera, discesa, avvicinamento e atterraggio o TO/GA.